# Karsten Nohl
Karsten Nohl, né le 11 août 1981, est un cryptologue allemand. 
Ses domaines de recherches s'articulent autour des GSM, de la sécurité des RFID et de la protection de la vie privée.

## Biographie
Nohl a grandi en Rhénanie et a étudié l'électrotechnique à la haute école spécialisée de Heidelberg de 2001 à 2004. De 2005 à 2008, il a obtenu son doctorat à l'Université de Virginie sur la protection de la vie privée implémentable pour les systèmes RFID. Depuis 2010, il est directeur de la recherche et directeur général de la société berlinoise Security Research Labs GmbH,.

## Domaines de recherche

### Mifare Security
Avec Henryk Plötz et Starbug du CCC de Berlin, Nohl a annoncé en décembre 2007 que l'algorithme de chiffrement utilisé dans les cartes à puce Mifare Classic RFID avait été craqué. La Mifare Classic Card a été utilisée dans de nombreuses applications de micro-paiement telles que la carte Oyster, la CharlieCard ou la carte à puce OV pour le paiement,.

### deDECTed.org
En 2008, Nohl faisait partie du groupe de projet deDECTed.org, qui a mis en évidence de sérieuses lacunes dans le protocole 25C3 du DECT Protocole de la commission.
En avril 2010, en collaboration avec Erik Tews et Ralf-Philipp Weinmann, Nohl a publié des détails sur la cryptanalyse de l'algorithme de chiffrement propriétaire et secret (DECT Standard de Chiffrement), utilisé chez DECT, qui est basé sur l'ingénierie inverse du matériel DECT et des descriptions à partir d'un cahier des charges de brevet.

### A5/1 Security Project
Au cours de l'été 2009, Nohl a présenté le projet de sécurité A5/1. Ce projet représente une attaque utilisant Rainbow table sur la norme de cryptage GSM A5/1. Avec l'aide de bénévoles, les tableaux clés ont été calculés en quelques mois.
La GSM Association a décrit le plan de Nohl comme étant illégal et a nié que l'interception était réellement possible. 

### GSM Espionnage
Au 27C3, Nohl et Sylvain Munaut ont démontré comment les appels mobiles peuvent être enregistrés et décodés à l'aide de téléphones mobiles bon marché convertis et du Logiciels Open Source OsmocomBB.
Les deux ont montré que le cryptage GSM peut être déchiffré « en 20 secondes environ » et que les appels peuvent être enregistrés et lus,.

### Sécurité GPRS
Lors du Chaos Communication Camp 2011, Nohl et Luca Melette ont montré dans une présentation que le trafic de données basé sur le GPRS n'est pas sûr. Ils ont déclaré avoir enregistré plusieurs transmissions de données sur les réseaux mobiles allemands de T-Mobile, O2 Allemagne, Vodafone et E-Plus. Plusieurs fournisseurs de téléphonie mobile n'utilisaient pas ou insuffisamment le cryptage. Avec un téléphone mobile modifié, le trafic de données pouvait être lu à partir d'une portée de cinq kilomètres.

### Immobilisateur de voiture
Lors de SIGINT-2013, Nohl a souligné l'incertitude des systèmes d'immobilisation électroniques. Il a démontré les vulnérabilités de sécurité dans les trois systèmes les plus utilisés DST40 (Texas Instruments), Hitag 2 (NXP Semiconductors) et Megamos (EM Micro).

### Cartes SIM Hack
Au Black hat 2013 et au OHM 2013, Nohl a démontré que de nombreux téléphones portables utilisent encore des cartes SIM avec cryptage DES, ce qui a longtemps été considéré comme non sécurisé,,.
Grâce à la communication Over The Air (OTA), il est possible de fournir une Carte SIM avec des mises à jour, des applications ou de nouvelles clés par SMS. Les messages sont signés numériquement avec DES, 3DES ou AES pour la sécurité. Pour un message d'erreur spécialement signé avec un texte clair connu, Nohl a généré une table Rainbow Table de 56 bits. Le scénario d'Attaque : Un attaquant envoie à la victime un SMS signé. Avec le Rainbow Table, il est possible de casser la clé DES d'une carte SIM en quelques minutes et de casser la clé interne.(Known Plaintext Attack). Cela permet à un attaquant d'envoyer des messages SMS signés qui chargent une Applet Java sur la Carte SIM. Ces applets ont une variété d'options, comme l'envoi de SMS ou un emplacement permanent de l'appareil. Cela pourrait permettre aux attaquants d'envoyer des messages à des services payants étrangers, par exemple. En principe, la machine virtuelle Java devrait garantir que chaque applet Java ne peut accéder qu'à des interfaces prédéfinies. Nohl a découvert que les implémentations Java Sandbox d'au moins deux grands fabricants de cartes SIM - dont Gemalto, leader du marché – sont dangereuses et qu'il est possible qu'une applet Java quitte son environnement et ait ainsi accès à l'ensemble de la carte SIM. Cela permet la duplication des cartes SIM, y compris l'IMSI, la clé d'authentification (Ki) et les informations de paiement stockées sur la carte.

### Carte de sécurité GSM, SS7-Hack et SnoopSnitch
Fin 2013, Nohl a introduit l'application Android GSMmap. L'application utilise un Samsung Galaxy S2 ou S3 (y compris l'accès root) pour collecter des informations sur les capacités de protection des réseaux mobiles. Les données collectées peuvent être ajoutées à la base de données de la page d'accueil GSM Security Map avec le consentement de l'utilisateur. La Carte de sécurité GSM évalue les réseaux de téléphonie mobile dans le monde entier sur la base de critères de protection sélectionnés et fournit des informations sur le niveau de protection visuellement et sous la forme de Country reports.
Lors du 31e Chaos Communication Congress (31C3) en décembre 2014, Nohl a présenté une attaque de canal latéral sur la communication UMTS à l'aide du système de signalisation 7 (SS7). Nohl a présenté l'application Android SnoopSnitch comme contre-mesure pour les utilisateurs de téléphones portables. SnoopSnitch peut collecter et analyser des données de trafic mobile sur une variété de smartphones Qualcomm avec accès root. L'application fournit à l'utilisateur des informations sur l'algorithme de cryptage et d'authentification, les attaques par SMS et SS7, ainsi que sur IMSI Catcher. Les données collectées peuvent être ajoutées à la base de données de la page d'accueil GSM Security Map avec le consentement de l'utilisateur.

### BadUSB
Lors du Black Hat 2014, Nohl et Jakob Lell ont souligné les risques de sécurité des périphériques USB,,,. Le standard USB est très polyvalent et il existe différentes classes de périphériques. La méthode est basée sur la reprogrammation des puces de contrôleur USB, qui sont largement utilisées, par exemple, dans les clés USB. Il n'y a pas de protection efficace contre la réécriture, de sorte qu'un périphérique USB inoffensif peut être utilisé comme un périphérique malveillant de plusieurs façons. Les scénarios possibles sont :
- Un périphérique peut émuler un clavier et des commandes au nom de l'utilisateur connecté et installer des logiciels malveillants qui infectent également les périphériques USB connectés.
- Un appareil peut se faire passer pour une carte réseau, modifier les paramètres DNS de l'ordinateur et rediriger le trafic.
- Une clé USB modifiée ou un disque dur USB peut charger un petit virus pendant le processus de démarrage, qui infecte le système d'exploitation avant le démarrage.

La défense contre de telles attaques n'est pas encore possible car les scanners de logiciels malveillants n'ont pas accès à la version du firmware des périphériques USB et la détection du comportement est difficile. Les pare-feu USB, qui ne peuvent bloquer que certaines classes de périphériques, n'existent pas (encore). La routine habituelle de suppression des logiciels malveillants - une réinstallation du système d'exploitation - échoue ici parce que la clé USB à partir de laquelle elle est installée peut déjà être infectée, de même qu'une webcam intégrée ou d'autres périphériques USB.
Une preuve de concept pour les appareils Android a également été publiée pour tester la sécurité.

### Attaque sur Electronic Cash Protocoles
Au 32C3, Nohl et ses collègues ont démontré une attaque contre les protocoles de carte EC ZVT et Poseidon. Il s'agit d'un dialecte de la norme ISO 8583,. C'est le protocole de paiement le plus courant dans les pays germanophones.

### Lacunes en matière de sécurité dans les systèmes de réservation de voyages en ligne
En décembre 2016, l'équipe Security Research Labs a mis en évidence des lacunes en matière de sécurité dans les systèmes de réservation de voyages en ligne. 90% des réservations de vols dans le monde et une proportion élevée de réservations d'hôtels, de voitures et d'autres voyages sont gérées par les trois plus grands fournisseurs de systèmes de distribution mondiale (GDS) Amadeus, Sabre et Travelport. Karsten Nohl a montré les détails au 33C3 à Hambourg.